# اچ‌ام‌اس ویموث (۱۷۳۶)
اچ‌ام‌اس ویموث (۱۷۳۶) (به انگلیسی: HMS Weymouth (1736)) یک کشتی بود که طول آن ۱۴۴ فوت (۴۳٫۹ متر) بود.